# Pipistrellus (Pipistrellus)
Pipistrellus (Pipistrellus) es un subgénero de quirópteros, que se incluye en el género Pipistrellus de la familia Vespertilionidae.

## Especies
- Pipistrellus abramus, Temmick, (1840).
- Pipistrellus adamsi, Kitchener, Caputi & Jones, (1986).
- Pipistrellus aero, Heller, (1912).
- Pipistrellus angulatus, Peters, (1880).
- Pipistrellus ceylonicus, Kelaart, (1852).
- Pipistrellus collinus, Thomas, (1920).
- Pipistrellus coromandra, Gray, (1838).
- Pipistrellus deserti, Thomas, (1904).
- Pipistrellus endoi, Imaizumi, (1959).
- Pipistrellus hesperidus, Temminch, (1840).
- Pipistrellus hesperus, H. Allen, 1864.
- Pipistrellus inexspectatus, Aellen, 1959.
- Pipistrellus javanicus, Gray, 1838.
- Pipistrellus kuhlii, Kuhl, 1817.
- Pipistrellus maderensis, Dobson, (1878).
- Pipistrellus minahassae, A. Meyer, (1899).
- Pipistrellus nanulus, Thomas, (1904).
- Pipistrellus nathusii, Keyserling & Blasius, (1839).
- Pipistrellus papuanus, Peters & Doria, (1881).
- Pipistrellus paterculus, Thomas, (1915).
- Pipistrellus permixtus, Aellen, (1957).
- Pipistrellus pipistrellus, Schreber, (1774).
- Pipistrellus pygmaeus, Leach, (1825).
- Pipistrellus rueppellii, J. Fischer, (1829).
- Pipistrellus rusticus, Tomes, (1861).
- Pipistrellus stenopterus, Dobson, (1875).
- Pipistrellus sturdeei, Thomas, (1915).
- Pipistrellus tenuis, Temminck, (1840).
- Pipistrellus wattsi, Kitchener, Caputi & Jones, (1986).
- Pipistrellus westralis, Koopman, (1984).